# Glenfarg (ort)
Glenfarg är en ort i Storbritannien.   Den ligger i kommunen Perth and Kinross och riksdelen Skottland, i den norra delen av landet, 600 km norr om huvudstaden London. Glenfarg ligger 147 meter över havet och antalet invånare är 449.
Terrängen runt Glenfarg är kuperad norrut, men söderut är den platt. Runt Glenfarg är det ganska glesbefolkat, med 39 invånare per kvadratkilometer. Närmaste större samhälle är Perth, 12,9 km norr om Glenfarg. Trakten runt Glenfarg består i huvudsak av gräsmarker.